# Maersk
Maersk (punim nazivom: „A.P. Møller – Mærsk A/S”) - danska integrirana brodarska tvrtka, aktivna u oceanskom i unutarnjem prijevozu tereta i srodnim uslugama, kao što su: upravljanje opskrbnim lancem i lučke operacije. Maersk je najveći operater kontejnerskih brodova i servisnih brodova na svijetu od 1996. Sjedište tvrtke je u Kopenhagenu u Danskoj, s podružnicama i uredima u 130 zemalja i približno 80,220 zaposlenika u 2018. godini.
Maersk je u isto vrijeme javna i obiteljska tvrtka, budući da tvrtka kontrolira obitelj Møller od samoga osnivanja preko holding tvrtki. U rujnu 2016., Maersk Grupa objavila je da se podijelila u dvije odvojene divizije: „Transport i logistika” i „Energija”.  Ove dvije grane uključuju nekoliko podružnica kao što su: prijevoz kontejnera i srodne djelatnosti; APM terminali (APM je kratica imena osnivača Maerska); tankeri, obuka, obalne i druge brodske aktivnosti; djelatnosti nafte i plina; maloprodajna djelatnost; i brodogradilišta, druga industrijska poduzeća, udio u Danskoj banci, itd. Godišnji prihod tvrtke u 2022. iznosio je 81,5 milijardi USD (2019.). U 2022. prema „Forbes Global 2000”, Maersk je rangiran kao 161. najveća javna tvrtka u svijetu.
Početnu tvrtku „Dampskibselskabet Svendborg” (hrv. Parobrodsko društvo iz Svendborga) iz koje se razvio Maersk, osnovali su u Svendborgu u travnju 1904. kapetan Peter Mærsk Møller (1836.–1927.) i njegov sin Arnold Peter (A. P.) Møller (1876.–1965.). P. M. Møller koji je bio duboko religiozan kršćanin, postavio je plavu zastavu s bijelom sedmokrakom zvijezdom (logo tvrtke) s obje strane crnog dimnjaka parobroda „Laura” kada se njegova žena oporavila od bolesti. U pismu svojoj supruzi, P. M. Møller u listopadu 1886. objasnio je: "Mala zvijezda na dimnjaku sjećanje je na noć kada sam molio za tebe i tražio znak: Ako se zvijezda pojavi na sivom i oblačnom nebu, značilo bi da Gospodin uslišava molitve”.
Najveća operativna jedinica u Maersku u smislu prihoda i osoblja (oko 25,000 zaposlenih u 2012.) je Maersk Line. U 2013. tvrtka se opisala kao najveći svjetski prekomorski prijevoznik tereta i upravljala je s više od 600 brodova s 3,8 milijuna jedinica ekvivalenta dvadeset stopa (TEU) kontejnerskog kapaciteta. Prema podacima iz rujna 2015., kao najveća kontejnerska tvrtka, tvrtka je držala 15,1% globalnog TEU-a.
Godine 2006. najveći kontejnerski brod na svijetu do danas, brod E-klase Emma Maersk, isporučen je Maersk Lineu iz brodogradilišta Odense Steel. Od tada je izgrađeno još sedam sestrinskih brodova, a 21. veljače 2011. Maersk je od Daewoo-a naručio 10 još većih kontejnerskih brodova Triple E klase, svaki s kapacitetom od 18,000 kontejnera.

## Galerija
- Računalna animacija teretnoga broda Maersk Line.
- Emma Maersk, najveći kontejnerski brod na svijetu.
- Jedan od kontejnerskih brodova Maerska.
- Kontejneri na Maerskovom brodu.